# Micky Ward
"Irish" Micky Ward (født 4. oktober i 1965) er en pensioneret junior weltervægt professionel bokser og tidligere WBU mester fra Lowell i Massachusetts. Han er kendt som hovedpersonen i dramaspillefilmen The Fighter fra 2010, hvor han spilles af Mark Wahlberg og er baseret på hans karriere, som emnet for licenshaverens sang fra albummet The Warrior's Code af Dropkick Murphys og for hans trilogi af kampe med Arturo Gatti som kan ses i Fight Night Round 3.

## Liv og karriere

### Tidlige karriere
Ward var en tre-gange New England Golden Gloves mesterbokser, der blev professionel i 1985 og vandt sin første fjorten kampe. Men hans karriere fladede ud, og efter at have tabt fire kampe i træk i 1990, tog Ward en pause fra boksningen.

## Tomrum
I løbet af Ward's tid væk fra sporten, brugte han nogle af midlerne fra sit daglige arbejde på en vej-bane til at få kirurgi på sin højre hånd, som han havde problemer med i flere kampe. Operationen brugt nogle af knoglerne fra Wards bækken til at styrke og smelte knoglerne i hånden. Hans halvbror, den tidligere bokser Dicky Eklund, der kæmpede med stofmisbrug og netop var blevet løsladt fra fængslet på grund af anklagelse for narkotikabesiddelse, overbeviste Ward om at genoptage sporten igen.

## Comeback
Ward var en succes i sin tilbagevenden, da han vandt sine første ni kampe, og vandt WBU's Intercontinental Let Weltervægt titlen i en kamp mod Louis Veader. Han forsvarede bæltet 1 gang, i en omkamp mod Veader. Ward kvalificerede sig i 1997 IBF til en Let Weltervægt Mesterskabskamp mod mesteren Vince Phillips, men tabte, da kampen blev stoppet i tredje runde på grund af cuts og Phillips blev kåret som vinderen via TKO . Et år senere boksede Ward igen en titel-kamp, da han mistede en 12-runders afgørelse mod Zab Judah .
I 2000 rejste Ward til London for at udfordre WBU Let Weltervægt-mesteren Shea Neary, og fik en TKO i ottende runde og vandt WBU-titlen. Ward forsvarede dog aldrig titlen, og tabte sine næste 4 kampe. Hans ti-runders beslutningssejr over Emanuel Augustus (dengang kendt som Emanuel Burton) blev kåret af The Ring Magazine's Fight of the Year i 2001.
Sangen "Animal Rap" af hiphop gruppen Jedi Mind Tricks har en version af sangen med titlen "Micky Ward Mix".

## Efter boksningen
Ward bor stadig i Lowell, hvor han er medejer af og kører et motionscenter samt medejer af en udendørs hockeybane.